# Les Vessenots près d'Auvers
Les Vessenots près d'Auvers, ou Les Vessenots à Auvers, est un tableau de Vincent van Gogh réalisé en mai 1890 à Auvers-sur-Oise et conservé à Madrid au musée Thyssen-Bornemisza sous le numéro d'inventaire 559 (1978.41). Il mesure 55 × 65 cm.

## Histoire
Après son séjour d'un an à Saint-Rémy, Vincent van Gogh s'installe le 20 mai 1890 sur les conseils de son frère Théo et de Pissarro à Auvers-sur-Oise, village du Vexin français, à une trentaine de kilomètres au nord-ouest de Paris, afin de s'y faire suivre par le docteur Gachet, artiste dans l'âme et spécialiste des maladies nerveuses. Van Gogh prend une chambre à l'auberge Ravoux; il y meurt le 29 juillet 1890, deux jours après s'être tiré une balle de revolver dans la poitrine, en plein champ. Les deux mois à Auvers-sur-Oise correspondent à une période extrêmement féconde de production pour Van Gogh, près de soixante-dix toiles. 

## Description
Les Vessenots (ou Les Vaissenots) est un lieu-dit ou petit hameau à l'écart du village d'Auvers-sur-Oise. Van Gogh peint ici des champs dans une palette de verts et de jaunes avec en arrière-fond  de vieilles maisons ombragées d'arbres agités par le vent sous un ciel tourmenté. À cette époque, l'artiste est traversé de sentiments contradictoires, d'une impression de grande liberté due à la facilité de peindre sur le motif et en même temps d'une profonde mélancolie qui se reflète dans ses coups de pinceau agités et nerveux et dans sa palette frénétique.